# Портиџ ла Прери
Портиџ ла Прери (енгл. Portage la Prairie) је град у канадској провинцији Манитоба и део је географско-статистичке регије Централне равнице. Смештен је на обалама реке Асинибојн, 70 км западно од главног града провинције Винипега. Каналом је повезан са језером Манитоба.
Прво насеље на месту данашњег града била је војна тврђава Форт ла Рејн која је основана 1738. док су прва стална насеља основана 1851. године. Статус урбаног насеља добио је 1880. док је статус града стекао 1907. године.
Према резултатима пописа становништва из 2011. у граду је живело 12.996 становника у укупно 5.649 домаћинстава, што је за 2,1% више у односу на 12.728 житеља колико је регистровано приликом пописа 2006. године.
Портиџ је центар пољопривредног краја и прехрамбене индустрије, а посебно је познат по производњи и преради кромпира. Кромпир из Портиџа се испоручује највећим светским ланцима ресторана као што су Мекдоналдс и Вендис. У граду се такоће налази и велики млин за прераду овса.

## Становништво
| 2001.  | 2006.  | 2011.  | 2016.  |
| ------ | ------ | ------ | ------ |
| 12.976 | 12.728 | 12.996 | 13.304 |